# Fichiers Internet temporaires d'Internet Explorer
Les fichiers Internet temporaires sont les fichiers informatiques contenus dans le dossier Temporary Internet Files du système d’exploitation Windows. Ce dossier est utilisé par le navigateur Web Internet Explorer comme mémoire cache des pages web visitées par l'utilisateur. Cette mémoire cache permet à Internet Explorer d’afficher plus rapidement des pages déjà visitées lorsque l’utilisateur désire les consulter de nouveau. Les pages sont alors lues de la mémoire cache plutôt que du site Web qui les contenait originellement.

## Fonctionnement
Lorsqu’un utilisateur consulte une page Web avec un navigateur Web, les données téléchargées sont copiées dans les fichiers Internet temporaires qui sont situés dans la mémoire de masse de l’ordinateur. Lorsque l'utilisateur affiche à nouveau la même page, les données nécessaires à l'affichage de la page peuvent ainsi être obtenues des fichiers Internet temporaires plutôt que d'être à nouveau téléchargées. Comme la lecture de la mémoire de masse est généralement beaucoup plus rapide que le téléchargement, la vitesse de consultation se trouve accélérée.
Ces fichiers sont temporaires dans le sens où ils peuvent être effacés à tout moment : notamment lorsque Internet Explorer a atteint la limite de consommation de mémoire, ou lorsque l'utilisateur décide de les effacer. Comme les fichiers Internet temporaires peuvent contenir des centaines et même des milliers de pages web, les pages web peuvent demeurer dans la mémoire cache durant des jours ou même des semaines avant d’être écrasées par de nouvelles pages. Ces données font partie des données propres à un compte informatique, et ne sont a priori accessible qu'à l'utilisateur connecté. Toutefois, elles peuvent aussi être exploitées dans le cadre de l'informatique légale. 
Le contenu des fichiers Internet temporaires est indexé dans une base de données enregistrée dans le fichier index.dat.
Les fichiers Internet temporaires sont habituellement situés dans le dossier C:\Documents and  Settings\Nom de l’utilisateur\Local Settings\Temporary Internet Files. L'emplacement du dossier peut être modifiée par l’utilisateur d’Internet Explorer.

## Les avantages des fichiers Internet temporaires
Les principaux avantages des fichiers Internet temporaires sont :
- Ils accélèrent la navigation sur le Web. Cela est particulièrement vrai pour les gens utilisant des connexions à faible débit.
- Ils réduisent le trafic sur Internet, ce qui profite à tous les utilisateurs.
- Ils permettent de consulter les pages web enregistrées sur le disque dur même lorsqu’une connexion à Internet n’est pas disponible (voir les options de travail hors connexion du navigateur).
- Ils permettent aux enquêteurs d’obtenir des preuves pour faire condamner des criminels…

## Les inconvénients des fichiers Internet temporaires
Les principaux inconvénients des fichiers Internet temporaires sont :
- Dans certains cas, il est possible d'obtenir une copie périmée d’une page et non la copie de la page qui a été mise à jour récemment sur le site visé. Lorsque l'internaute soupçonne cette situation, il suffit de cliquer sur le bouton Actualiser du navigateur pour obtenir la copie la plus récente de la page.
- Certaines informations confidentielles peuvent demeurer dans les fichiers Internet temporaires après la visite de sites avec lesquels l'internaute a échangé de telles informations, par exemple des sites bancaires. Pour éviter de laisser de telles informations dans les fichiers Internet temporaires, il est conseillé de terminer toujours les sessions de navigation sur un site bancaire de la façon standard, c’est-à-dire en cliquant sur le bouton Fin de la session du site, et non en fermant le navigateur en cliquant sur le X en haut à droite de la fenêtre du navigateur. Le site bancaire effacera alors les fichiers Internet temporaires avant de terminer la session.
- Si le compte informatique est mal protégé, alors les fichiers Internet temporaires facilitent la violation de la vie privée en révélant les sites qui ont été visités par un utilisateur.
- La place qu'occupe de tels fichiers n'est pas négligeable (valeur maximale par défaut fixé à 10 % de la taille du volume). Ceci peut s'avérer d'autant plus problématique que ce dossier se trouve par défaut dans le profil des utilisateurs itinérant (roaming) ralentissant ainsi l'enregistrement et le chargement du profil à l'ouverture et fermeture de session dans un environnement réseaux.